# Stroad

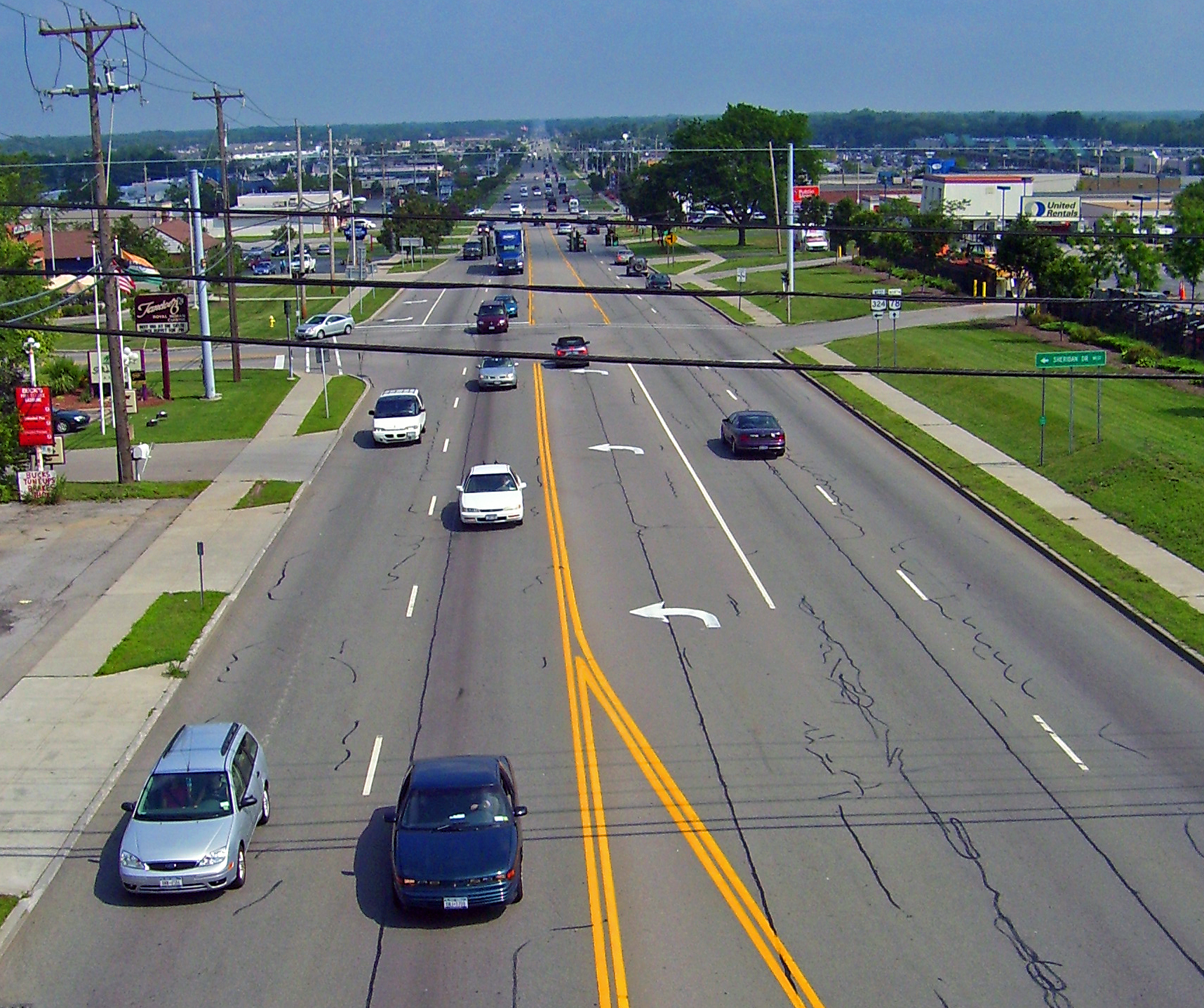
Una stroad de cinco carriles en la Ruta Estatal NY 78 (carretera de tránsito) en Amherst, Nueva York, rodeada de negocios orientados al automóvil con aceras vacías.

«Stroad» es un término en inglés que se denomina a una vía urbana que combina las características de una calle y una carretera. Comunes en los Estados Unidos y Canadá, las stroads son arterias anchas (carreteras de tránsito de paso) que también bridan acceso a centros comerciales, drive-throughs y otros negocios orientados al automóvil (como lo hacen las calles comerciales). Las stroads han sido criticadas por los planificadores urbanos por problemas de seguridad e ineficiencias. Si bien las calles sirven como destino y brindan acceso a comercios y viviendas a velocidades seguras, y las carreteras sirven como conexión de alta velocidad que permite movilizar eficientemente el flujo de tráfico, las stroads cumplen ambas funciones. A menudo son una solución intermedia costosa, ineficiente y peligrosa.

## Etimología
En 2011, el ingeniero civil y planificador urbano estadounidense Charles Marohn, fundador de Strong Towns, acuñó la palabra "stroad", una combinación de las palabras street (calle) y road (carretera) para ilustrar lo que él caracterizó como fracasos en el patrón de desarrollo norteamericano.

## Críticas

### Mala combinación de funciones de calle y carretera
Según Charles Marohn, una "stroad" es una mala combinación de dos tipos de vías vehiculares: es parte calle – que él describe como un "entorno complejo donde sucede la vida en la ciudad", con peatones, autos, edificios cerca a la acera para una fácil accesibilidad, con muchas entradas/salidas (de propiedad) hacia y desde la calle, y con espacios para estacionamiento temporal y vehículos de reparto – y parte carretera, que él describe como una "conexión de alta velocidad entre dos lugares" con carriles anchos y entradas y salidas limitadas, y que generalmente son rectas o tiene curvas suaves.
En esencia, Marohn describe una stroad como una carretera de alta velocidad con muchos desvíos y carente de medidas de seguridad. En su comentario, Marohn afirma que las stroads no funcionan bien ni como calles ni como carreteras.

### Comparación con los Campos Elíseos
Según Chales Marohn, la famosa avenida de los Campos Elíseos en París fue prácticamente una stroad hasta el 2001. En medio de la avenida habían tres carriles para la circulación de los automóviles en cada dirección, cumpliendo aparentemente la función de una carretera. Una amplia zona de árboles separaba la calzada de los carriles para el tráfico lento. Estos carriles cumplían la función de una calle, brindando acceso a estacionamientos, aceras, tiendas y restaurantes. Debido a que las zonas de las calles y carreteras de los Campos Elíseos estaban físicamente separadas, este entorno de stroad logró cierto éxito al permitir tanto el tráfico seguro a alta velocidad (hasta 72 km/h) en la calzada central como un entorno vial productivo en los laterales. Sin embargo, a partir del 2019, los carriles de acceso fueron totalmente peatonalizados, mientras que la calzada central funciona como una carretera real.: 12:01 